# Ecumenòpolis
Ecumenòpolis és un terme inventat per l'arquitecte i planificador urbà Constantinos Doxiadis l'any 1967. El terme al·ludeix a la idea que, en un futur, les àrees urbanes i megalòpolis es fusionaran en una única ciutat mundial, donada la creixent urbanització i els creixements de la població.
Un món portat a aquest nivell de desenvolupament podria, presumiblement; haver d'importar el seu menjar d'altres planetes o posseir enormes instal·lacions hidropòniques orbitals o subterrànies. Una civilització capaç de construir una ecumenòpolis està quasi, per definició, al Tipus I de l'Escala de Kardaixov.
Doxiadis va crear un escenari basat en la tradició i les tendències de desenvolupament urbanístic de la seva època predint primer una eperòpolis europea (una ciutat continent), que comprendria l'àrea compresa entre Londres, París i Amsterdam.

## Ecumenòpolis a la ficció
Dins la literatura de ciència-ficció, existeixen diversos exemples d'ecumenòpolis:
- Trantor dins l'univers de la Saga de les Fundacions d'Isaac Asimov.
- Coruscant dins l'univers de Star Wars.
- Apókolips, regida per Darkseid a l'univers de DC Comics.